# 千葉県道221号五井停車場線

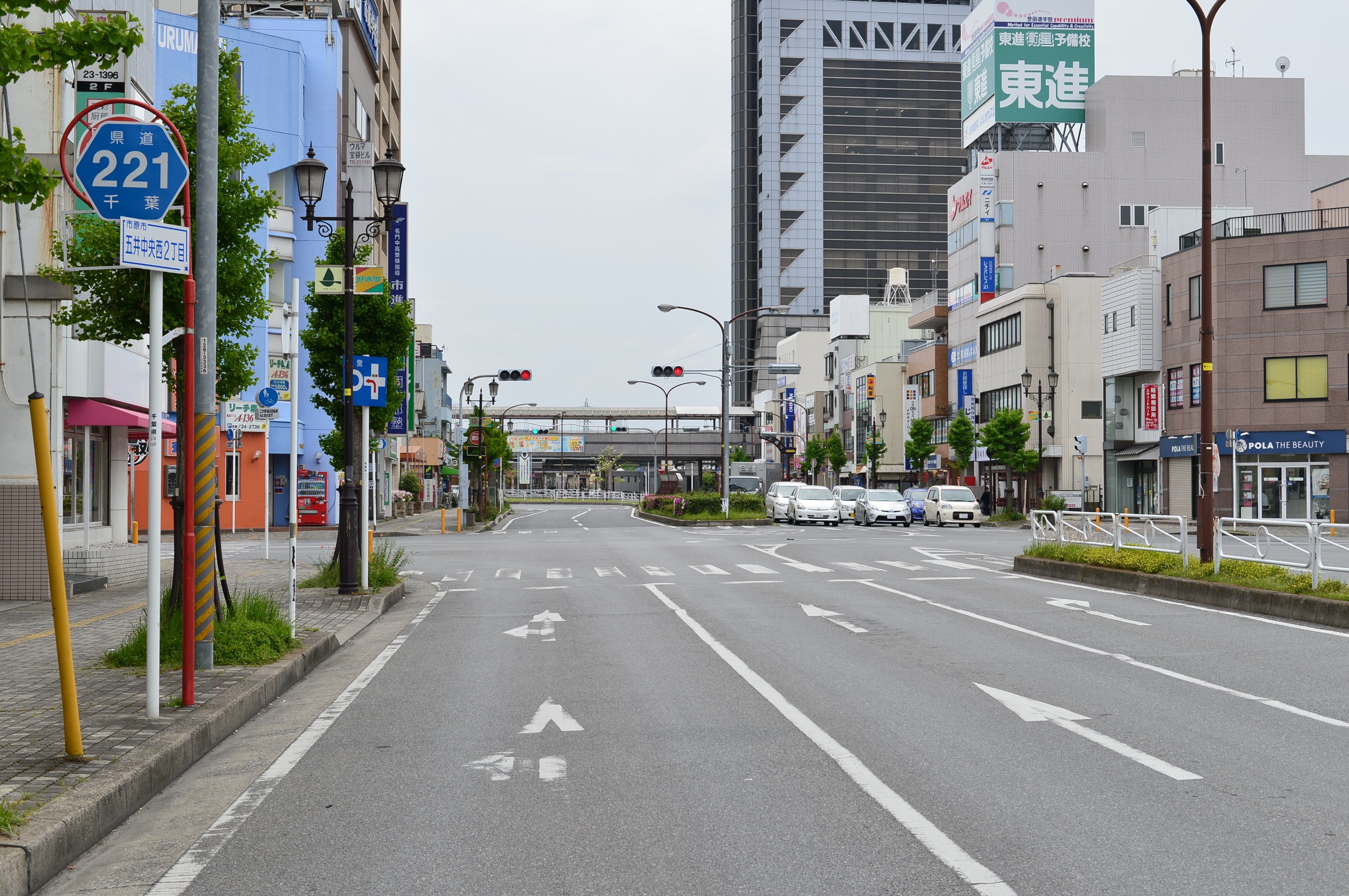
千葉県道221号五井停車場線
市原市五井中央2丁目（2015年4月）
五井駅入口交差点付近にて。正面奥は、JR五井駅。

千葉県道221号五井停車場線（ちばけんどう221ごう ごいていしゃじょうせん）は、千葉県市原市を走る一般県道。

## 路線データ
- 起点：市原市五井 五井停車場[1]（内房線・小湊鉄道線 五井駅西口）
- 終点：市原市五井[1]（五井駅入口交差点、千葉県道24号千葉鴨川線交点）
- 総延長：0.217 km（市原土木事務所管内：0.217 km）
- 重用延長：なし（市原土木事務所管内：0.0 km）
- 実延長：0.217 km（市原土木事務所管内：0.217 km[1]）

## 通過する自治体
- 市原市

## 交差する道路
- 千葉県道24号千葉鴨川線 - 市原市五井（五井駅入口交差点、終点）